# Stempel skręcony (numizmatyka)
Stempel skręcony – w numizmatyce polskiej, określenie odnoszące się bicia monety w taki sposób, że wzajemna orientacja rysunków rewersu i awersu nie wynosi ani 0, ani 180 stopni. Moneta tego typu jest destruktem menniczym, przez co często budzi zainteresowanie kolekcjonerów.
Potoczną nazwą monety ze stemplem skręconym jest „skrętka”.